# 意志力薄弱
意志力薄弱（希臘語 ἀκρασία/akrasia。有時音譯為 acrasia，英語中也作 acrasy 或 acracy）是一個古希臘哲學詞彙，指是缺乏自我控制，或違背自己的判斷力行事。